# Franz Josef Kallmann
Franz Josef Kallmann (24 juillet 1897 à Neumarkt-en-Silésie (province de Silésie) – 12 mai 1965 New York) est un psychiatre américain d’origine allemande, qui est l’un des pionniers des troubles psychiatriques d’origine génétique comme la schizophrénie. Ses recherches sur les bases génétiques de la schizophrénie ont été par la suite contrebalancées par des résultats plus modestes.
Il a été président de la Société américaine de génétique.
Il a notamment découvert le syndrome de Kallmann.
Bien qu’ayant dû quitter en 1936 l’Allemagne pour les États-Unis à l’arrivée d’Adolf Hitler du fait de ses origines juives, Franz Kallmann était un fervent défenseur de l’eugénisme et a pleinement approuvé la politique raciale des nazis.
Il a travaillé avec Otmar von Verschuer ou bien Ernst Rüdin directeur de la Fondation pour la Psychiatrie à Munich.
Ce dernier l’a aidé à quitter l’Allemagne et à s’installer aux États-Unis.
À la fin de la Deuxième Guerre mondiale, il témoigna en faveur de Otmar von Verschuer et de Ernst Rüdin ce qui leur permit de ne pas être inquiétés par la dénazification.